# Pajtim Badalli
Pajtim Badalli (* 22. Dezember 1991) ist ein schweizerisch-albanischer ehemaliger Fussballtorhüter.
In der Saison 2009/10 spielte er für die U-21-Mannschaft des FC Lugano in der 1. Liga (1 Spiel) und für die AP Campionese in der 3. Liga (8 Spiele). Am 25. Mai 2011 hatte er seinen ersten Profieinsatz im Spiel FC Chiasso gegen SC Kriens. Er wurde in der 83. Minute für Andrea Capelletti eingewechselt und kassierte in den letzten Spielminuten kein Tor. Es blieb seine einzige Partie, und in der Folgesaison stand er beim FC Lugano unter Vertrag. Auch hier steht ein einziger Einsatz bei drei Spielzeiten zu Buche. Nach einem gescheiterten Versuch, sich in Albanien zu etablieren, zog es Badalli Ende 2014 in niederklassigere Schweizer Ligen, wo er für diverse Vereine (am längsten für Kosova Zürich) aktiv war. 2018 beendete er seine aktive Laufbahn.